# Katajanokka
Katajanokka (szw. Skatudden) – wyspa na Zatoce Fińskiej Morza Bałtyckiego oraz dzielnica Helsinek, stolicy w Finlandii. 

## Położenie i ludność

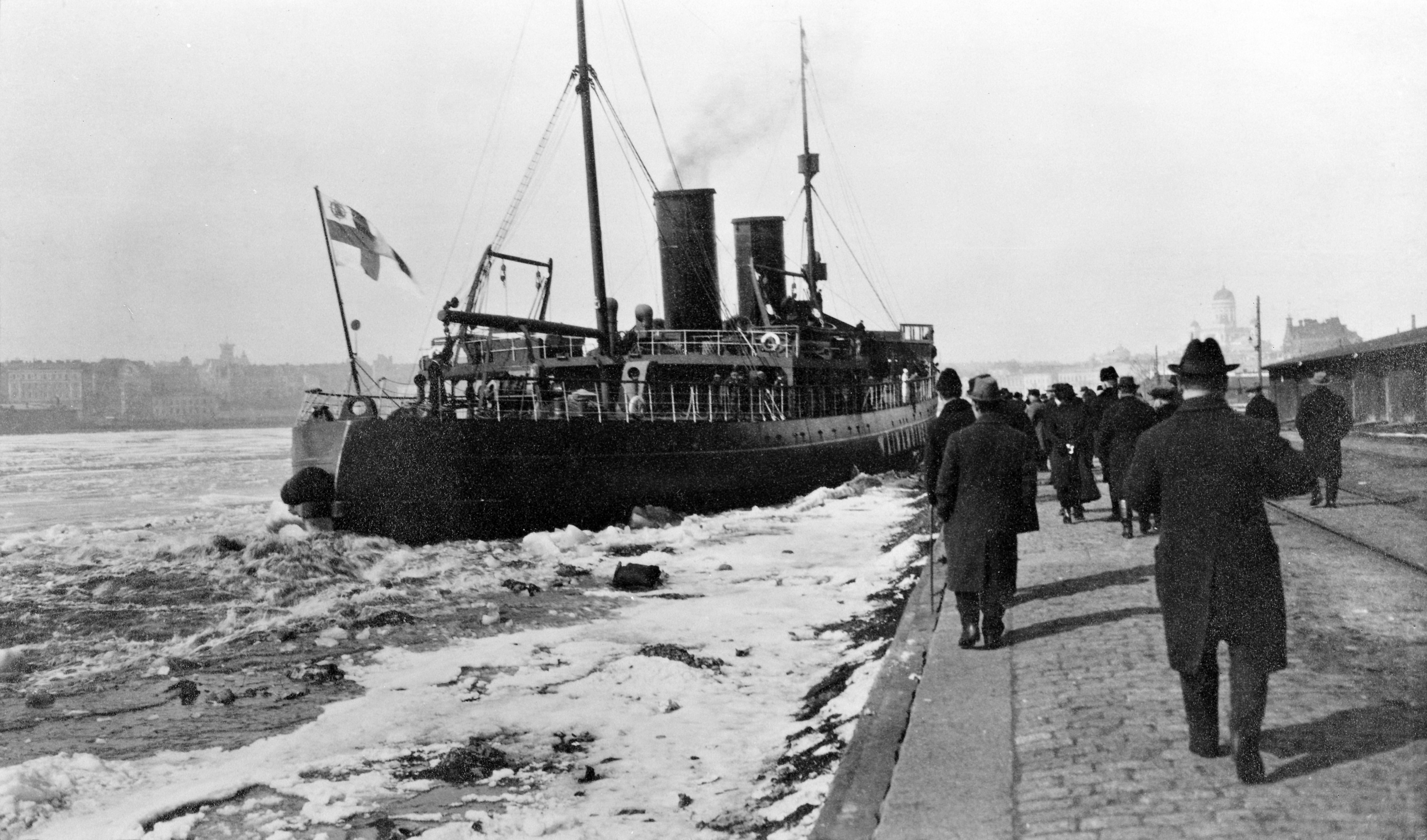
Lodołamacz Wäinämöinen u nabrzeży wyspy w 1918

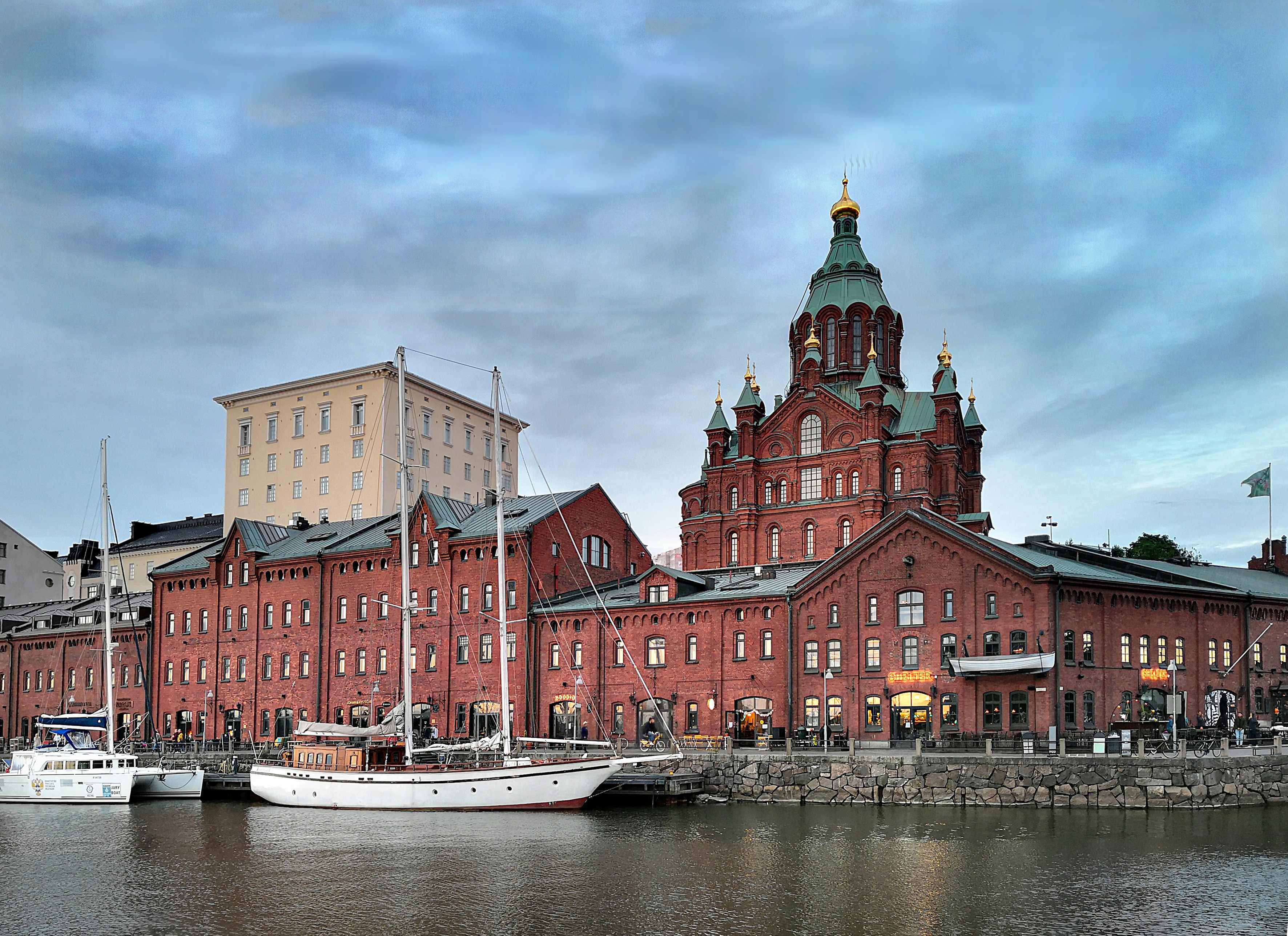
Sobór Zaśnięcia Matki Bożej oraz dawne magazyny przy Kanavaranta

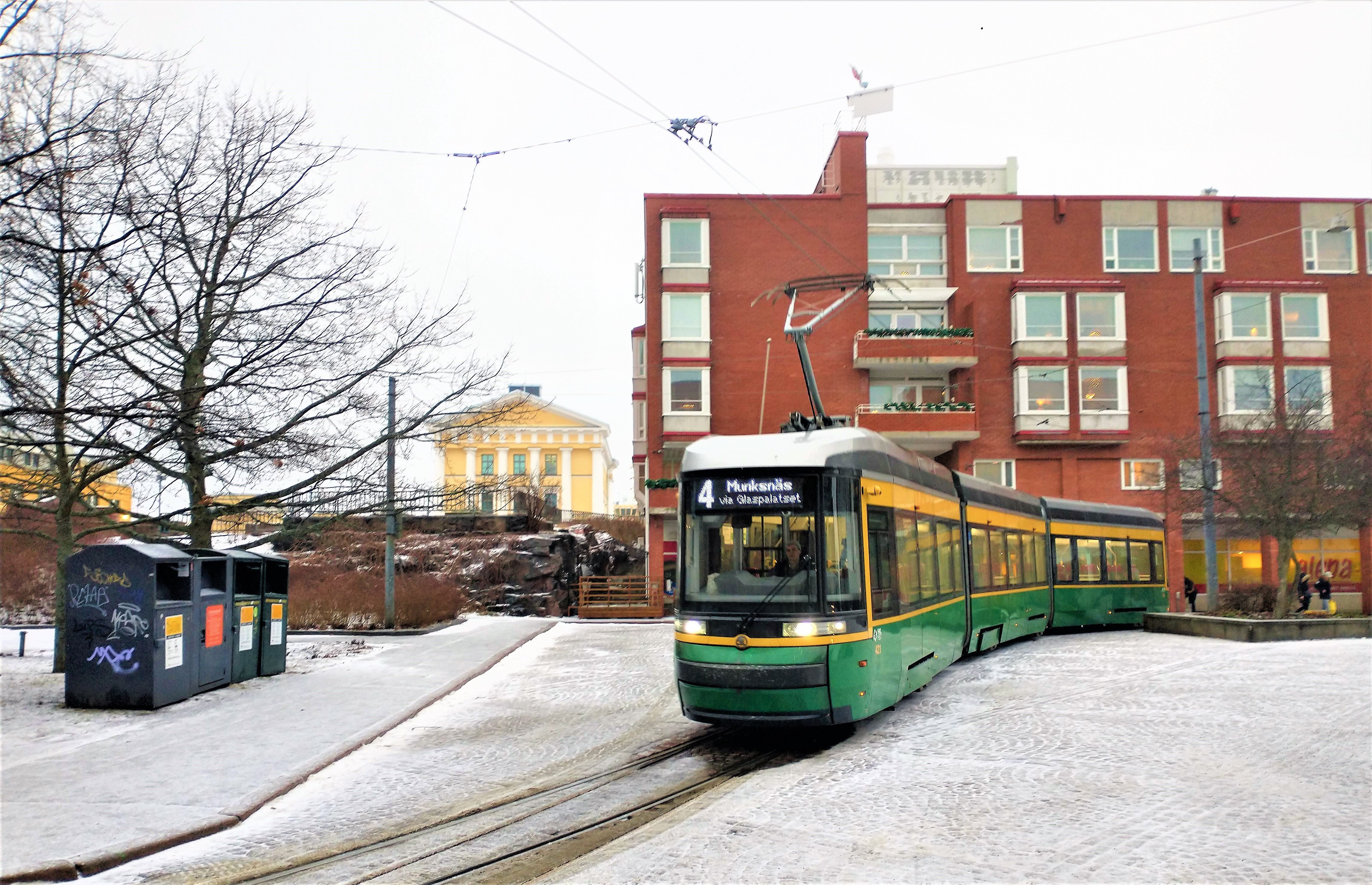
Pętla tramwajowa Merisotilaantori we wschodniej części wyspy

Katajanokka znajduje się na wschodnim skraju śródmieścia Helsinek. Od reszty centrum miasta oddziela ją Kanał Katajanokka, nad którym przerzucono cztery mosty, w tym jeden z torowiskami linii tramwajowej. Populacja wyspy wynosi około 4000 osób. 

## Historia
Wyspa była jeszcze przed jej zabudowaniem ważnym punktem orientacyjnym dla marynarzy. Omijając ją można było dotrzeć do głównego portu miasta na wschodnim brzegu Vironniemi. Pod koniec XVII wieku Helsinki zostały podzielone na cztery dzielnice, z których południowo-wschodnia, zamieszkana przez rybaków, obejmowała zachodnią część Katajanokki. Pomimo wzniesionych na Laukkasaari domostw rybackich, cegielni i dużego magazynu koronnego, na tym etapie nie można mówić o rzeczywistej zabudowie wyspy. Poza kilkoma budynkami i polami teren był w pozostawiony w stanie naturalnym. Nazwa Katajanokka (szw. Skatudden) pochodzi z końca XVII wieku, wcześniej nazywała się potocznie Estnäs Skata, czyli czubek Vironniemi. Na mapie z 1775 nazwa pojawia się jako Skat Udden, a w dodatku do mapy z 1886 została przetłumaczona jako Katajanokka. Kanał Katajanokka został ukończony w 1844. Ulicę Satamakatu planowano kiedyś jako esplanadę. Została ona później nazwana Västra Hamngatan, a swoją obecną nazwę otrzymała w 1928. Nazwa Katajanokki stała się oficjalną w 1959. 
Do XIX wieku Katajanokka była biedną dzielnicą, w której znajdowała się duża liczba budynków magazynowych, koszary wojskowe, budynki portowe i więzienie. Na początku XX wieku zaczęto na terenach wyspy budować secesyjne kamienice, które w większości są dobrze zachowane do dziś i tworzą jednolity obszar architektoniczny. 
Teren przy mostach na stały ląd znany jest jako Kanavaranta. W początku XXI wieku teren ten przekształcił się w dzielnicę restauracji z tarasami nad wodą. 
Dzieciństwo na wyspie spędziła Tove Jansson, twórczyni postaci Muminków. Z tego powodu jeden z parków w dzielnicy (przy katedrze prawosławnej) nosi jej imię. 

## Obiekty
Dzielnica mieści ruchliwy port pasażerski z nabrzeżami promowymi, z których odchodzą jednostki do Tallinna i Sztokholmu. Dawne więzienie przekształcono w hotel. Stoi tu również Sobór Zaśnięcia Matki Bożej, stanowiący największą katedrę prawosławną w Europie Zachodniej. Ponadto na terenie wyspy posadowiono: budynek siedziby głównej koncernu Stora Enso (zaprojektowany przez Alvara Aalto), SkyWheel (diabelski młyn z panoramicznym widokiem na miasto), a także całoroczny odkryty basen Allas Sea Pool z saunami. Przy nadbrzeżach zacumowane są na lato lodołamacze, torujące zimą drogi wodne w Zatoce Fińskiej.